# عدم توازن درآمدی بین جنسیت‌ها
عدم توازن درآمد بین جنسیت‌ها یا اختلاف درآمد بین جنسیت‌ها، متوسط تفاوت میان دریافتی از کار بین مردها و زنان می‌باشد. به‌طور کلی زنان کمتر از مردان حقوق دریافت می‌کنند. دو عدد مجزا راجع به اختلاف دریافتی وجود دارد: اختلاف حقوقی سازگار در مقابل غیر سازگار.

## دلایل
علت پرداخت کمتر حقوق شامل انتخاب دیگر مسائل درونی افراد، یا عوامل محیطی خارجی می‌باشد.

### تبعیض
بنا به نظر اقتصاددان هاروارد، کلودیا گولدین، گروه بزرگی از زنان در آمریکا در شغلی مشابه با مردان، دارای درآمد یکسانی با مردان نیز هستند. برخی از اقتصاددانان [اینکه چه کسی، مشخص نیست] می‌گویند که زنان دارای اشتیاق کمتر، یا توانایی کمتر هنگام مذاکره برای مانع شدن در مورد تبعیض جنسیتی در میزان حقوق، دارند.

## کانادا
مطالعه روی درآمد نشان داد که یک مدیر مرد زنجیره ای عرضه کانادایی، به‌طور میانگین حدود سالانه حدود ۱۴٫۲۹۶ دلار بیشتر از همتای خانم خود درآمد دارد. تحقیقات نشان می‌دهد که برای شغل مدیریت زنجیره ای عرضه مردان بیشتر از زنان ترجیح داده می‌شوند.

## چین
گزارش شکاف جنسیتی جهانی در سال ۲۰۱۵، با بهره بردن از اختلاف‌های بین زنان و مردان در مشارکت‌های اقتصادی و فرصت‌ها، دسترسی به تحصیلات، سلامت و بقا، و توانمند سازی سیاسی، رتبه اختلاف جنسیتی را از مجموع ۱۴۵، رتبه ۹۱ را به چین تخصیص داد، (هرچه رتبه کمتر باشد، اختلاف جنسیتی نیز کمتر است) این رتبه برای چین، ۴ رتبه زیر شاخص جهانی سال ۲۰۱۴ بود. نمره اختلاف جنسیتی چین در سال ۲۰۱۵، ۰٫۶۸۱ بود. (۱٫۰۰ به معنی تساوی بین زن و مرد است).

## اتحادیه اروپا
در سطح اتحادیه اروپا، اختلاف درآمد جنسیتی به معنی تفاوت نسبی در میانگین درآمد ناخالص ساعتی زنان و مردان در کل اقتصاد است. یورواستات اختلاف حقوق پایداری در مورد زنان و مردان مشاهده نمود که به‌طور میانگین حدود ۱۷٫۵ درصد در ۲۷ کشور عضو اتحادیه اروپا در سال ۲۰۰۸ بود.

## آلمان
طبق سازمان آماری فدرال آلمان، زنان ۲۲ تا ۲۳ درصد کمتر از مردان حقوق دریافت می‌کنند.

## انگلستان
در آوریل ۲۰۱۸ اختلاف درآمد جنسیتی به ۸٫۶ درصد کاهش یافت، و حتی برای دسته‌های خاص معکوس شد، به عنوان مثال مردان در ۳۰ سالگی کمتر از زنان برای کارهای پاره وقت، دستمزد دریافت می‌کردند. این اختلاف به‌طور قابل توجهی از ۴/۴ (زنان شاغل به صورت نیمه وقت بدون اضافه کاری منهای درآمد مردان) تا ۲۶ درصد (برای زنان انگلیس شاغل تمام وقت از ۵۰ تا ۵۹ سال) متغیر است.

## هندوستان
اختلاف درآمد جنسیتی در سال ۲۰۱۳ در هند، حدود ۲۴٫۸۱ درصد تخمین زده شد. سپس در حین تحلیل مشارکت بانوان در اقتصاد، در گزارشی مشخص شد که هند یکی از ده کشور آخر در بین لیست کشورها می‌باشد.

## روسیه
اختلاف درآمدی که طبق تحلیل‌ها و آمارها بین جنسیت‌ها در روسیه مشهود است، (بعد از سال ۱۹۹۱، قبل از آن نیز به چشم می‌خورده) نشان می‌دهد که بیشتر این موارد را نمی‌توان با صلاحیت پایین زنان در مقایسه با مردان توضیح داد. از طرفی دیگر به نظر می‌رسد تفکیک شغلی براساس تبعیض جنسیتی و بازار کار سهم زیادی از آن را به خود اختصاص می‌دهد.

## ایالات متحده
در آمریکا متوسط حقوق سالانه غیرقابل تعدیل زنان ۷۸٪ تا 82% از حقوق متوسط مردان استناد شده‌است. با این حال، پس از تنظیم انتخاب‌های انجام شده توسط کارگران زن و مرد در کالج اصلی، شغل، ساعات کار و مرخصی بعد از زایمان برای والدین، مطالعات متعدد نشان می‌دهد که نرخ پرداخت بین زن و مرد بین ۵ تا ۶/۶ درصد متغیر است، یا زنان از هر دلار ۹۴ سنت نسبت به همتایان مرد خود درآمد دارند. ۶٪ باقیمانده از این شکاف تصور می‌شود که ناشی از تبعیض جنسیتی و اختلاف توانایی یا تمایل به مذاکره در مورد حقوق است.